# Натаніел Найлз (фігурист)
Натаніел Найлз (англ. Nathaniel Niles; 5 липня 1886 — 11 липня 1932) — колишній американський тенісист і фігурист.
Здобув 19 одиночних титулів.
Перемагав на турнірах Великого шолома в змішаному парному розряді.
Завершив кар'єру 1921 року.

## Результати у фігурному катанні

### Одиночний розряд career
| Турнір                      | 1914 | 1918 | 1920 | 1921 | 1922 | 1923 | 1924 | 1925 | 1926 | 1927 | 1928  |
| --------------------------- | ---- | ---- | ---- | ---- | ---- | ---- | ---- | ---- | ---- | ---- | ----- |
| Олімпійські ігри            |      |      | 6-те |      |      |      | 6-те |      |      |      | 15-те |
| Чемпіонат світу             |      |      |      |      |      |      |      |      |      |      | 10-те |
| Чемпіонат Північної Америки |      |      |      |      |      |      |      | 2-ге |      |      |       |
| Чемпіонат США               | 3-тє | 1-ше | 2-ге | 2-ге | 2-ге | WD   | 2-ге | 1-ше | 2-ге | 1-ше |       |

### Кар'єра в парному катанні
(з Терезою Велд Бланкард)
| Турнір                      | 1914 | 1918 | 1920 | 1921 | 1922 | 1923 | 1924 | 1925 | 1926 | 1927 | 1928 | 1929 | 1930 | 1932 |
| --------------------------- | ---- | ---- | ---- | ---- | ---- | ---- | ---- | ---- | ---- | ---- | ---- | ---- | ---- | ---- |
| Олімпійські ігри            |      |      | 4-те |      |      |      | 6-те |      |      |      | 9-те |      |      |      |
| Чемпіонат світу             |      |      |      |      |      |      |      |      |      |      | 7-ме |      | 6-те | 8-ме |
| Чемпіонат Північної Америки |      |      |      |      |      | 2-ге |      | 1-ше |      | 2-ге |      | 2-ге |      |      |
| Чемпіонат США               | 2-ге | 1-ше | 1-ше | 1-ше | 1-ше | 1-ше | 1-ше | 1-ше | 1-ше | 1-ше | 2-ге | 2-ге |      |      |

## Фінали турнірів Великого шолома

### Одиночний розряд (1 поразка)
| Результат | Рік  | Турнір        | Покриття | Суперник             | Рахунок            |
| --------- | ---- | ------------- | -------- | -------------------- | ------------------ |
| Поразка   | 1917 | Чемпіонат США | Трава    | Роберт Ліндлі Маррей | 7–5, 6–8, 3–6, 3–6 |

### Мікст (1 перемога)
| Результат | Рік  | Турнір        | Покриття | Партнер  | Суперники                          | Рахунок       |
| --------- | ---- | ------------- | -------- | -------- | ---------------------------------- | ------------- |
| Перемога  | 1908 | Чемпіонат США | Трава    | Едіт Роч | Луїс Геммонд Реймонд Реймонд Літтл | 6–4, 4–6, 6–4 |